# Serhij Kolokolov
Serhij Viktorovytj Kolokolov (ukrainska: Сергій Вікторович Колоколов, ryska: Сергей Викторович Колоколов: Sergej Viktoroviitj Kolokolov), född den 11 april 1962 i Cherson  i Ukrainska SSR i Sovjetunionen (nu Ukraina), död på samma plats den 25 september 2008, var en ukrainsk kanotist som tävlade för Sovjetunionen.
Han tog bland annat VM-guld i K-4 10000 meter i samband med sprintvärldsmästerskapen i kanotsport 1981 i Nottingham.